# García Fernández
García Fernández conocido como «el de las Manos Blancas» (Burgos, c. 938-Medinaceli, 995) fue conde de Castilla de 970 a 995.
Hijo de Fernán González y Sancha de Pamplona, seguía reconociendo la superioridad jurídica de los monarcas leoneses, aunque tuvo plena autonomía administrativa en su territorio. Para hacer frente al peligro musulmán que se cernía sobre sus fronteras, amplió la base social del condado promulgando las ordenanzas sobre los caballeros villanos de Castrojeriz, equiparando a los caballeros villanos con los infanzones: aquellos campesinos que dispusieran de un caballo para la guerra serían equiparados automáticamente con los nobles de segunda clase.

La gesta nos le pinta como el conde de las manos bellas, pero en realidad, fue un gran guerrero. Un hombre que supo luchar sin desalentarse contra el mejor capitán de su tiempo y uno de los mayores genios de la guerra.

## Matrimonio
La boda del futuro conde y de Ava de Ribagorza tendría como fecha aproximada el año 965. Ava era hija del conde Ramón II de Ribagorza, un condado situado más a oriente de Aragón y de Sobrarbe cuya capital era Roda de Isábena, sede episcopal. El año 872 este condado con Ramón I, bisabuelo de Ava, se independiza del conde carolingio de Tolosa. Cuando García contrae matrimonio, el condado de Ribagorza lindaba con el reino de Pamplona cuyos monarcas poseían Aragón y Sobrarbe. Quizás intervino de casamentera Toda, la reina de Pamplona. En aquellas fechas los estrechos, reiterados y complicados lazos de parentesco se traducían en una férrea y continua colaboración política entre Castilla y Pamplona.

## Los primeros años del conde
El 1 de marzo de 970, tras la muerte de su padre, gobierna todas las tierras castellanas y alavesas. La transmisión fue automática, sin que mediara ninguna confirmación regia, como si ya, al menos de facto, los gobiernos que había ejercido Fernán González hubieran entrado a formar parte del patrimonio familiar y se heredan de padres a hijos. Así reza este primer documento: 

«....rex Rademiro in Legione.et comite Garzia Fredenandez in Castella..»

Cuando García accede al condado, León se encontraba en paz con el califa Al-Hakam, en la época de mayor esplendor del califato, que llegó a ejercer una especie de supremacía pacífica sobre los territorios cristianos peninsulares. Fueron años de diplomacia, circunstancia favorable que continuó durante los primeros años de su poder condal. García estuvo dispuesto a mantener relaciones cordiales con el resto de estados cristianos, y especialmente con León a cuyo monarca estaba sometida su autoridad (al menos teóricamente). Con respecto a Córdoba, al principio no hizo más que observar:

«....En un momento en que los caudillos del Norte, desde Barcelona hasta Galicia, envían sin cesar sus embajadores al califa, implorando su favor y su amistad; los suyos llegan también, en el verano de 971, juntamente con los de la reina Elvira, o los del conde de Monzón, que olvidando antiguos encuentros, se ha hecho ahora amigo de la casa de Lara. En 974 entran juntos de nuevo en el palacio de Zahara los enviados de García Fernández y de Fernando Ansúrez II. Tienen, ante todo, la misión de observar el desenvolvimiento de la política cordobesa, y alguna noticia agradable debieron de comunicar, que decidió al conde castellano a romper con aquellas recepciones diplomáticas y aquella rivalidad de adulación ante el califa con un audaz expedición en el verano de 974...»

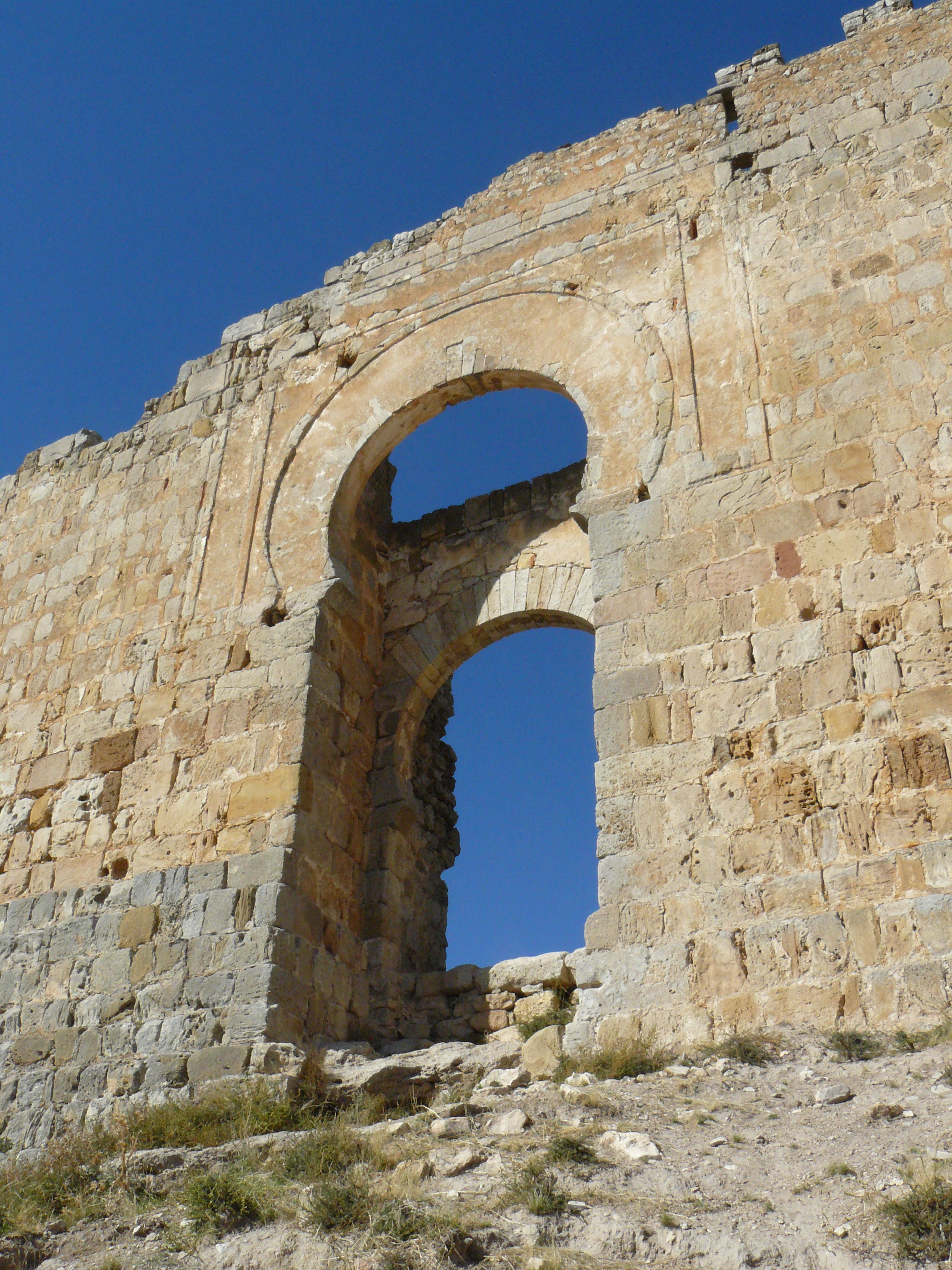
Puerta califal de la fortaleza de Gormaz.

Quebrantó la paz en 974 saqueando las tierras de Soria y Guadalajara. Formó coalición con los reyes de Pamplona y de León, y con los Banu Gómez de Saldaña, e intentó tomar la fortaleza de Gormaz que era como una flecha clavada en el flanco de Castilla, pero fracasó en este su primer intento. Desgraciadamente para ellos, el mejor general cordobés, Teman Ghalib, que acababa de volver victorioso de África, dirigía la hueste musulmana.
En la primavera de 978 acudió a León en búsqueda de refuerzos, pero la corte leonesa no quería comprometerse. A pesar de esto, García aprovechó aquel mismo verano para conseguir que Gormaz se rindiese; luego llevó a su gente hasta Almazán, Baraona y Atienza. El frío le obligó a retornar, aunque con un inmenso botín, parte del cual entrega al infantazgo de Covarrubias cuya abadesa y señora debía ser su hija Urraca.

## Fueros de Castrojeriz
Para hacer frente al peligro musulmán que se cernía sobre sus fronteras, amplió la base social del condado promulgando las ordenanzas sobre los caballeros villanos de Castrojeriz, equiparando a los caballeros villanos con los infanzones: aquellos campesinos que dispusieran de un caballo para la guerra serían equiparados automáticamente con los nobles de segunda clase.

«....Es el primer documento en que se iguala a los caballeros villanos con los infanzones, el primer indicio de su existencia, aunque la institución puede considerarse anterior. Los condes necesitaban apoyarse para defender la tierra frente al moro, para consolidar su nueva situación ante el rey y para compensar la hostilidad de los ricoshombres de linaje , que no habían visto con buenos ojos su encumbramiento, en una nueva clase privilegiada surgida de las entrañas del terruño. Su aparición debió ser lenta. Tal vez de un servicio extraordinario o de un acto de heroísmo. En Castrojeriz vemos ya la institución en pleno desarrollo, y hay que admitir que se encontraría implantada en todas las villas condales ...»

## Árbitro en Córdoba

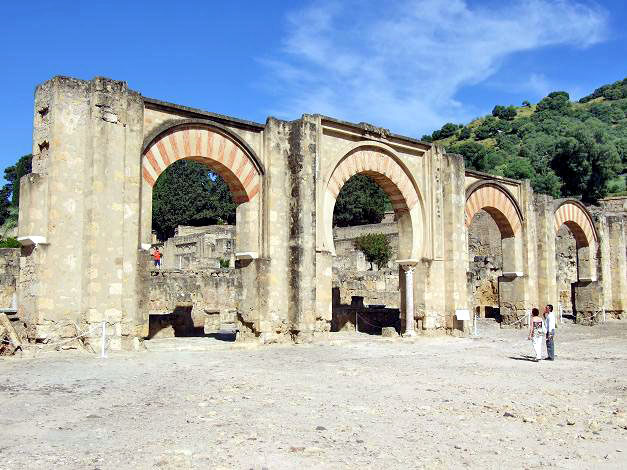
Restos de Medina Azahara.

El conde intervino en las luchas entre Galib y Almanzor, quien acabó imponiéndose y eliminando a su rival en 981. Galib intentó recuperar Gormaz, que era fiel a Almanzor, para lo que se alió con el conde de Castilla y con el rey de Pamplona, pero no consiguió derrotarlo en Rueda.
En el encuentro de San Vicente, cerca de Atienza, entre Almanzor y Galib el 10 de julio de 981 (García lucha al lado de este último), se produjo la victoria de Almanzor, la muerte en batalla del propio Galib y la del rey de Viguera, Ramiro, y no escaso quebranto para el mismo García. El mismo año ayuda a Ramiro en aquella batalla de Rueda que le valió al jefe musulmán el nombre de Almanzor.

## Relaciones con los Estados cristianos
En la política leonesa no quiso intervenir. Siguió fiel a Ramiro después de la batalla de Portela de Arenas; pero cuando a principios del 985 Bermudo II, que dominaba ya Galicia, se acercó a León con apoyo del conde de Luna, reconoció al vencedor.
Su política fue de paz con los Estados cristianos y, a ser posible, intentó unirlos para la lucha contra Almanzor. Su hermana fue condesa de Saldaña; su cuñado rey de Pamplona; el conde Ramón Suñer se casó con su hija, la infanta Mayor.

## Defensor de la frontera del Duero: García resiste frente Almanzor

Campañas militares de Almanzor. En verde oscuro, territorios hostigados por el militar árabe. El mapa muestra las diferentes aceifas de Almanzor y las fechas en que fueron llevadas a cabo.

De muchas de sus campañas no nos dijeron nada los historiadores musulmanes, sin duda porque no fueron brillantes. Con tenacidad admirable, García cerró el paso al invasor y se quedó solo: Bermudo había pactado, Sancho Abarca se había sometido y Borrell había visto Barcelona saqueada e incendiada.
Comprende que le era imposible conservar las plazas alejadas y, así, decide en 984 retirarse a Sepúlveda abandonando Atienza. Ambas plazas se pierden tras la toma de Simancas.
Después de la aceifa de 987 a León, Bermudo II se retira a Galicia. García se presentó al otro lado del Cea con el intento de erigirse en defensor de aquella tierra desamparada por su señor legítimo.

## El hijo de Almanzor busca asilo en Castilla
En junio de 989 Almanzor, acompañado por su hijo Abd Allah, puso sitio a Gormaz y fue rechazado. Hubo grandes pérdidas por ambos bandos (falleció el obispo de Valpuesta, Nuño Vela). Almanzor, que había sufrido la deserción de su propio hijo, ocupó Osma en agosto y Alcoba de la Torre en octubre, saqueando la comarca y ordenado la retirada ante la proximidad del invierno.
Al año siguiente, 990, Almanzor regresó para recuperar a su hijo, pero la frontera estaba bien defendida y entraba el otoño cuando se abrieron negociaciones: paz a cambio del hijo. García lo entregó siempre y cuando respetase su vida. No fue así y el 8 de septiembre Abd Allah fue decapitado. Aun así se mantiene la tregua hasta 994, circunstancia que aprovechó Bermudo II para regresar a León que, agradecido, tomó por esposa a la infanta Elvira, hija del conde, probablemente en los últimos meses de 991.

## La leyenda de los siete infantes de Lara

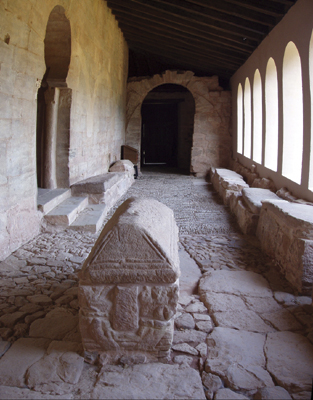
Portaleyo de Gonzalo de Berceo con los sarcófagos de los siete infantes de Lara y tres reinas navarras en el Monasterio de San Millán de Suso.

El fracaso militar de Almanzor le impuso un cambio de táctica buscando partidarios en el campo enemigo. Es lo que nos permiten suponer los cantares de gesta con el Romance de los siete infantes de Lara donde unos magnates son captados por la política de Almanzor que sabía aprovechar las codicias y los rencores de los señores cristianos para asegurar sus campañas para culminar su venganza. Su habilidad le lleva a sembrar la discordia en la propia familia condal. La propia condesa lo traiciona, al menos en los cantares:

La guerra con los moros era entonces tan continua, que los caballeros entablaban los caballos en sus propias cámaras, y las damas mismas se encargaban de cuidarlos, con el fin de dar un respiro a los guerreros. Para engañar a su marido, la condesa mantenía su caballo muy gordo y reluciente, pero echándole salvado en vez de cebada, y de ésta manera cuando el conde tuvo que salir de campaña, el caballo desfalleció y cayó en tierra, dando ocasión a que fuese herido y preso en Piedra Salada, de donde fue llevado camino de Medinaceli
Ramón Menéndez Pidal, La leyenda de la condesa traidora, Madrid, 1934

Así se cantaba y se contaba la muerte del conde en la segunda mitad del siglo XIII. Según la Crónica najerense, Almanzor envía a Ava un insidioso mensaje con palabras de amor en el que pregunta si no le gustaría más ser reina que condesa.

## Sancho García se rebela contra su padre
En la campaña de 994 García pierde dos plazas importantes: Clunia y San Esteban de Gormaz, pero restablece su autoridad sancionando la traición de los infanzones de Espeja y contraataca llegando hasta Medinaceli.
Las noticias históricas vienen a confirmar la leyenda: Los Anales Toledanos hablan de la rebelión del hijo contra su padre, una parte de su gente no quiere seguirle, prefieren un acuerdo con Almanzor.

## El fin de un luchador
La prisión y muerte del conde castellano fue una de las noticias que más impresionó a sus contemporáneos y por eso aparece recogida en diversos anales.
El 18 de mayo de 995, perdidas la fortalezas de Clunia y Gormaz, habían quedado en primera línea los castillos de Peñaranda y de Langa. Los dos destacamentos enemigos se encontraron fortuitamente en el paraje actualmente denominado Piedrasillada, entre Langa de Duero y Alcózar. García luchó casi sin esperanza, herido en la cabeza por el golpe de una lanza; quedando el conde tendido en el campo, los musulmanes lo recogieron aún con vida.
Según Ibn Bassam, la captura de García no tuvo lugar durante ninguna campaña de Almanzor, ya que la noticia le fue enviada a Córdoba; fue más bien el resultado de un desgraciado choque fronterizo puramente casual.

## Traslado de sus restos mortales
Se le llevó provisionalmente a Medinaceli, cuartel general de la marca media y al terminar la aceifa, ordenó Almanzor la vuelta a Córdoba, llevando entre el bagaje a su ilustre prisionero casi agonizante. El 29 de junio, cuatro días después de su llegada, expiró. La investigación más reciente señala que «el eslavo Qand, gobernador de la marca, aplica los remedios a su alcance, falleciendo en sus manos el prisionero». Hay que reconocer de Almanzor no llevó la venganza hasta después de su muerte, puesto que entregó su cuerpo a los cristianos cordobeses, que le dieron honrosa sepultura en la iglesia de los Tres Santos, de donde fue trasladado cinco años después al monasterio de San Pedro de Cardeña, lugar que él había favorecido con especial devoción, gracias a las gestiones de su hijo Sancho García.

«.... Un breviario antiguo de Cardeña dice que "fue preso e lanceado, e al quinto día fue muerto e levaron moros a Córdoba e después traxerónle a este Monasterio" ....»

## Matrimonio y descendencia
Casado alrededor de 960 con Ava de Ribagorza, hija de Ramón II de Ribagorza, de los seis hijos que rebasaron la edad juvenil el único hijo varón será el sucesor al frente del condado; una de las hijas, Elvira, será reina de León; otras dos, Toda y Mayor, casarán con magnates investidos con la dignidad condal; y finalmente las últimas, Urraca y Oneca seguirán la vida religiosa, dirigiendo sendos monasterios, de acuerdo con su alto origen, como hijas de los condes de Castilla.
- Sancho García, conde de Castilla,[15][14] casado con Urraca Gómez, hija de Gómez Díaz.[16]
- Gonzalo García,[13][15] posiblemente el origen del linaje de los Salvadores y de la Casa de Lara.
- Urraca García (m. 1039). Religiosa y primera abadesa en la colegiata de San Cosme y San Damián de Covarrubias.[13]
- Toda García, casada con Sancho Gómez, hijo del conde Gómez Díaz.[17]
- Elvira García (fallecida en 1017), que contrajo matrimonio con Bermudo II de León.[18][14]
- Mayor García, casada con Ramón III de Pallars Jussá. Repudiada por su marido, tal vez por motivos de parentesco, se sostuvo en una zona de su condado hasta que, hacia 1025,[19] se vio obligada a volver a Castilla, donde fue abadesa-condesa en el monasterio de San Miguel de Pedroso.[20]
- Oneca García. Fue primero abadesa en el monasterio de San Juan en Cillaperlata y después abadesa del monasterio de San Salvador de Oña.[19]

| Predecesor: Fernán González | Conde de Castilla 970–995 | Sucesor: Sancho García |